# شوهران در گوا
شوهران در گوا (انگلیسی: Husbands in Goa) یک فیلم کمدی مالایالم است که در سال ۲۰۱۲ اکران گردید، نویسنده فیلم کریشنا پوجاپورا بود و کارگردانی آن را ساجی سورندران بر عهده داشت. بازیگران اصلی این فیلم جایاسوریا، ایندراجیت سوکوماران، آصف علی، لال، ریما کالینگال، باما، رمیا نامبیسان و پراوینا هستند. 
فیلم ماجرای سفر سه مرد جوان را نشان می‌دهد که برای رهایی از دست همسران خود، به منطقه گردشگری بین‌المللی گوا سفر می‌کنند تا اوقات فراغت خود را سپری کنند. آنها در سفر با مرد مسن شاداب کم‌تجربه ای دوست می‌شوند که در آستانه طلاق از همسر خود قرار دارد. شوهران در گوا دومین فیلم تولیدی شرکت یوتی‌وی موشن پیکچرز در سینما مالایالم است.